# Kónitsa
Kónitsa (Konitsa) är en kommunhuvudort i Grekland.   Den ligger i prefekturen Nomós Ioannínon och regionen Epirus, i den nordvästra delen av landet, 300 km nordväst om huvudstaden Aten. Kónitsa ligger 691 meter över havet och antalet invånare är 2 942.
Terrängen runt Kónitsa är bergig åt sydost, men åt nordväst är den kuperad. Runt Kónitsa är det mycket glesbefolkat, med 2 invånare per kvadratkilometer. Kónitsa är det största samhället i trakten. Trakten runt Kónitsa består i huvudsak av gräsmarker.